# YourFileHost
YourFileHost（ユアファイルホスト）とはアメリカ合衆国アリゾナ州にある団体が運営する動画共有サービスを提供しているウェブサイトである。
サイトが開設されたのは2005年6月。

## YourFileHostへのファイルのアップロード
アップロードされるファイルは拡張子がWMVやFLV等の動画ファイルが多いが、画像ファイルをアップロードすることも出来る。複数のファイルをアップロード出来るが、一度にアップロードできるファイルのサイズは最大25MBまでとなっている。
現在は閉鎖されている。